# Autriche aux Jeux olympiques d'hiver de 2002
Cet article contient des informations sur la participation et les résultats de l'Autriche aux Jeux olympiques d'hiver de 2002 à Salt Lake City en États-Unis. Elle était représentée par 90 athlètes.

## Médailles
|          | Médaille d'or | Médaille d'argent | Médaille de bronze | Total |
| -------- | ------------- | ----------------- | ------------------ | ----- |
| Autriche | 3             | 4                 | 10                 | 17    |

## Medalists
| Médaille                            | Nom                                                          | sport            | épreuve                          |
| ----------------------------------- | ------------------------------------------------------------ | ---------------- | -------------------------------- |
| Médaille d'or, Jeux olympiques      | Fritz Strobl                                                 | Ski alpin        | Descente hommes                  |
| Médaille d'or, Jeux olympiques      | Stephan Eberharter                                           | Ski alpin        | Slalom géant hommes              |
| Médaille d'or, Jeux olympiques      | Christian Hoffmann                                           | Ski de fond      | 30 km libre avec départ en ligne |
| Médaille d'argent, Jeux olympiques  | Stephan Eberharter                                           | Ski alpin        | Super G hommes                   |
| Médaille d'argent, Jeux olympiques  | Renate Götschl                                               | Ski alpin        | Combiné femmes                   |
| Médaille d'argent, Jeux olympiques  | Mikhail Botvinov                                             | Ski de fond      | 30 km libre avec départ en ligne |
| Médaille d'argent, Jeux olympiques  | Martin Rettl                                                 | Skeleton         | Hommes                           |
| Médaille de bronze, Jeux olympiques | Benjamin Raich                                               | Ski alpin        | combiné hommes                   |
| Médaille de bronze, Jeux olympiques | Stephan Eberharter                                           | Ski alpin        | Descente hommes                  |
| Médaille de bronze, Jeux olympiques | Benjamin Raich                                               | Ski alpin        | Slalom hommes                    |
| Médaille de bronze, Jeux olympiques | Andreas Schifferer                                           | Ski alpin        | Super G hommes                   |
| Médaille de bronze, Jeux olympiques | Renate Götschl                                               | Ski alpin        | Descente femmes                  |
| Médaille de bronze, Jeux olympiques | Wolfgang Perner                                              | Biathlon         | Sprint hommes                    |
| Médaille de bronze, Jeux olympiques | Markus Prock                                                 | Luge             | Hommes                           |
| Médaille de bronze, Jeux olympiques | Felix Gottwald                                               | Combiné nordique | Individuel Gundersen             |
| Médaille de bronze, Jeux olympiques | Felix Gottwald                                               | Combiné nordique | Sprint                           |
| Médaille de bronze, Jeux olympiques | Christoph Bieler Michael Gruber Mario Stecher Felix Gottwald | Combiné nordique | Par équipes                      |